# 다음 웹툰 공모대전
다음 웹툰 공모대전은 다음(카카오)에서 주최하고 있는 2013년부터 시작된 웹툰 공모전이다. 원래는 Daum 온라인 만화공모전과 Daum 온라인 만화공모대전이라는 명칭해왔으나, 2018년에 현재의 명칭으로 바뀌었다.

## 역대 수상작

### 2010년대
- 대회명 : 제1회 Daum 온라인 만화공모전
- 주최 : 한국만화영상진흥원, 다음 웹툰
- 일시 : 2013년 12월 18일 ~ 2014년 6월 12일

| 수상 이름 | 수상작                 | 작가     | 비고 |
| --------- | ---------------------- | -------- | ---- |
| 대상      | 살생부                 | 김종훈   |      |
| 최우수상  | 도대체 무슨 일이야     | 유니 UNI |      |
| 우수상    | 홍도                   | S_owl    |      |
| 장려상    | 그놈은 여고생          | 백영민   |      |
| 장려상    | 부암동 복수사 소셜클럽 | 사자토끼 |      |

- 대회명 : 제2회 Daum 온라인 만화공모전
- 주최 : 한국만화영상진흥원, CJ E&M, 다음 웹툰
- 일시 : 2014년 9월 11일 ~ 2015년 2월 6일

| 수상 이름 | 수상작          | 작가        | 비고 |
| --------- | --------------- | ----------- | ---- |
| 대상      | 그래도 되는가   | 우다        |      |
| 최우수상  | 80픽셀 데이즈   | 황서연/구슬 |      |
| 우수상    | 캐셔로          | 이훈/노혜옥 |      |
| 우수상    | 멈춰있는 동안에 | 박우진      |      |
| 장려상    | 썸머드림        | 복숭아      |      |
| 장려상    | 라디오전쟁 가가 | 최이지      |      |

- 대회명 : 제3회 Daum 온라인 만화공모대전
- 주최 : 한국만화영상진흥원, CJ E&M, 다음 웹툰
- 일시 : 2015년 5월 13일 ~ 2015년 12월 17일

| 수상 이름 | 수상작           | 작가        | 비고 |
| --------- | ---------------- | ----------- | ---- |
| 대상      | 미래의 시간      | 비둘기      |      |
| 최우수상  | 작약만가         | 인토르노    |      |
| 우수상    | 매생이맛 데이즈! | 오청        |      |
| 장려상    | The 윷놀리스트   | 김라무      |      |
| 장려상    | 바토리의 아들    | 호르자/영광 |      |

- 대회명 : 제4회 Daum 온라인 만화공모대전
- 주최 : 한국만화영상진흥원, CJ E&M, 다음 웹툰
- 일시 : 2016년 6월 27일 ~ 2016년 12월 16일

| 수상 이름 | 수상작               | 작가   | 비고 |
| --------- | -------------------- | ------ | ---- |
| 대상      | 프레너미             | doll   |      |
| 최우수상  | 두번째 집            | 우현   |      |
| 우수상    | 우리가 사랑하는 방법 | 기비   |      |
| 장려상    | 가랑가랑             | 이이영 |      |
| 장려상    | 집행자여             | 종수   |      |

- 대회명 : 제5회 Daum 온라인 만화공모대전
- 주최 : 한국만화영상진흥원, CJ E&M, 다음 웹툰
- 일시 : 2017년 7월 13일 ~ 2017년 11월 30일

| 수상 이름 | 수상작           | 작가   | 비고 |
| --------- | ---------------- | ------ | ---- |
| 대상      | 굿바이 사돈      | 교교박 |      |
| 최우수상  | 주말 도미 시식회 | 이용우 |      |
| 우수상    | 화양연화         | 나잔   |      |
| 장려상    | 취준생물         | 김판교 |      |
| 장려상    | 유리의 벽        | 조호   |      |

- 대회명 : 제6회 다음 웹툰 공모대전
- 일시 : 2018년 8월 13일 ~ 2018년 12월 20일

| 수상 이름 | 수상작              | 작가           | 비고 |
| --------- | ------------------- | -------------- | ---- |
| 대상      | 조류공포증          | 김종훈, 이도현 |      |
| 최우수상  | 밤에 사는 소녀      | 문홍조         |      |
| 우수상    | 이대로 멈출 순 없다 | 자룡, 골왕     |      |
| 우수상    | 나만 아는 사랑      | 아임           |      |
| 장려상    | 차피                | 펭펭           |      |
| 장려상    | 식귀                | 깡, 부랑       |      |
| 장려상    | Breaker.Drawing     | 한필           |      |
| 장려상    | 세로토닌            | 강희석         |      |

- 대회명 : 제7회 다음 웹툰 공모대전
- 일시 : 2019년 8월 15일 ~ 2019년 12월 13일

| 수상 이름 | 수상작                 | 작가         | 비고 |
| --------- | ---------------------- | ------------ | ---- |
| 대상      | 내친구는 선녀보살      | 챰           |      |
| 최우수상  | 록산                   | 백작         |      |
| 우수상    | 무지개다리 파수꾼      | 이서         |      |
| 우수상    | 한세이의 보이는 라디오 | 이제환, 부족 |      |
| 장려상    | 기억 보관소            | 후기, 머토   |      |
| 장려상    | 미래의 사진            | 낑깡         |      |
| 장려상    | 종말의 세레니티        | 반디         |      |
| 장려상    | 파륜아이               | 박은비       |      |

## 같이 보기
- 다음 웹툰
- 다음 웹툰리그
- 네이버 최강자전